# Heteropterinae
Heteropterinae — підродина денних метеликів родини головчаків (Hesperiidae). Включає близько 150 видів.

## Поширення
Підродина поширена в Африці, Європі, Азії та Північній Америці. Гусениці живляться виключно на злакових (Poaceae).

## Роди
- Apostictopterus Leech, 1893
- Argopteron Watson, 1893
- Barca de Nicéville, 1902
- Butleria Kirby, 1871
- Carterocephalus Lederer, 1852
- Dalla Mabille, 1904
- Dardarina Evans, 1937
- Freemaniana Warren, 2001
- Heteropterus Duméril, 1806
- Hovala Evans, 1937
- Lepella Evans, 1937
- Leptalina Mabille, 1904
- Metisella Hemming, 1934
- Piruna Evans, 1955
- Tsitana Evans, 1937